# Josef František Wickart
Josef František Wickart (14. července 1691 Vídeň – 24. února 1729 Brno) byl původem rakouský na Moravě působící barokní malíř. Ovlivněn benátským temnosvitným malířstvím. Věnoval se tvorbě oltářních obrazů a portrétů.

## Život a dílo
O životě Josefa Františka Wickarta nemáme mnoho zpráv. Byl pokřtěn 14. července 1691 ve Vídni. Malířského školení se mu dostalo patrně v některém ateliéru italsky orientovaného umělce. V úvahu přichází akademický malíř a sochař Paul Strudel nebo Johann M. Rottmayr. Poté možná nastoupil na studijní cestu do Itálie. Po roce 1716 přišel na Moravu, kde pracoval pro olomouckého biskupa Wolfganga ze Schrattenbachu. Nejvíce jeho děl se nachází v bývalém jezuitském kostele Panny Marie Sněžné v Olomouci, Na boční oltáře a jejich nástavce dodal šestici obrazů. Závěr jeho tvorby se soustředil na Brno, kde také 24. února 1729 zemřel. Z rozsáhlého portrétního díla doloženého prameny, nebylo dosud žádné identifikováno.
Wickartův dynamický malířský rukopis využívá temnosvitu po vzoru benátské malířské školy. Inkarnáty postav jsou tlumené, až šedivé. Pozadí výjevů je akcentováno množstvím doprovodných figur. Pozornost věnoval Wickart anatomické dokonalosti těl a preciznímu ztvárnění detailů šatů a šperků.

## Seznam děl
- Rajnochovice, kostel Narození Panny Marie a sv. Anny
  - Narození Panny Marie, hlavní oltář (kolem 1718)
  - Zavraždění Svatého Václava, boční oltář (kolem 1718)
  - Oslava Svatého Wolfganga, boční oltář (kolem 1718)

- Olomouc, kostel Panny Marie Sněžné
  - Svatý Karel Boromejský podává Tělo Páně umírajícím, boční oltář, v nástavci Vidění sv. Rozálie (1721)
  - Archanděl Michael v boji s ďáblem, boční oltář, v nástavci Stigmatizace sv. Františka z Assisi (1721)
  - Vyučování Panny Marie, původně na oltáři v kapli sv. Anny (kolem 1721)
  - Svatý Valentin, oltář v kapli sv. Pavlíny (kolem 1721)

- Svatý Kopeček, zimní kaple v sakristii poutního kostela
  - Mše svatého Norberta / Zázrak s pavoukem (kolem 1721)
  - Zázrak svatého Norberta s patenou (kolem 1721)

- Olomouc, Muzeum umění, původně na hlavním oltáři kaple Všech svatých Mučedníků, později sv. Jana Sarkandra[4]
  - Panna Maria s dítětem přijímá skrze přímluvu svaté Anny svatého Jana Sarkandra (1721/1724)

- Brno, kostel sv. Jakuba
  - Apoteóza svatého Jana Nepomuckého, boční oltář (1728)
  - Svatý Josef s Ježíškem, boční oltář (kolem 1728) – nezachovaný

- Archanděl Michael v boji s ďáblem, kostel P. Marie Sněžné v Olomouci
- Sv. Karel Boromejský podává eucharistii umírajícím, kostel P. Marie Sněžné v Olomouci
- Panna Marie s dítětem přijímá skrze přímluvu sv. Anny sv. Jana Sarkandra, MU Olomouc
- Apoteóza svatého Jana Nepomuckého, kostel sv. Jakuba v Brně